# Obscured by Clouds
Obscured by Clouds is een album van Pink Floyd gebaseerd op hun soundtrack voor de Franse film La Vallée (geregisseerd door Barbet Schroeder). Sommige uitgaven van het album verwijzen naar de film met de Engelse titel The Valley. Het album kwam uit op 3 juni 1972 in Europa bij Harvest/EMI en op 15 juni in de VS bij Harvest/Capitol. De foto op de albumhoes toont een man in een boom. De foto is echter uit focus en lijkt zodoende op een verzameling bolletjes of wolken (clouds). Een aantal nummers is instrumentaal.

## Opname
Pink Floyd had al eerder een soundtrack voor een film van Barbet Schroeder gemaakt, namelijk voor de film More. Dit resulteerde in hun album Soundtrack from the Film More (1969).
De bandleden onderbraken hun werk aan het later uit te komen album Dark Side of the Moon en reisden naar Frankrijk. Daar hadden ze slechts enkele weken om de soundtrack op te nemen.

## Live optredens
Sommige concerten in 1973 werden geopend met een samenvoeging van "Obscured by Clouds" en "When You're In", ondersteund door rook en een lichtshow. "Childhood's End" werd ook live gespeeld, vaak met een verlengde instrumentale passage. "Wot's... Uh, the Deal?" werd later alsnog live gespeeld tijdens de solo tour van David Gilmour in 2006. Een van deze uitvoeringen staat op de dvd Remember That Night van David Gilmour uit 2007 en ook op de vinyl versie van zijn livealbum Live in Gdańsk uit 2008.

## Tracklist

### Kant 1
1. Obscured by Clouds, instrumentaal (Gilmour, Waters) - 3:03
2. When You're In, instrumentaal (Gilmour, Waters, Wright, Mason) - 2:30
3. Burning Bridges (Waters, Wright) - 3:29
4. The Gold It's in the... (Gilmour, Waters) - 3:07
5. Wot's... Uh the Deal? (Gilmour, Waters) - 5:08
6. Mudmen, instrumentaal (Gilmour, Wright) - 4:20

### Kant 2
1. Childhood's End (Gilmour) - 4:31
2. Free Four (Waters) - 4:15
3. Stay (Waters, Wright) - 4:05
4. Absolutely Curtains, instrumentaal (Gilmour, Waters, Wright, Mason) - 5:52

## Bezetting
- David Gilmour - gitaren, zang, synthesizer
- Roger Waters - basgitaar, zang
- Richard Wright - keyboards, zang
- Nick Mason - drums, percussie
- Hipgnosis - cover